# Csong Ilgvon
Csong Ilgvon (정일권) (1917. november 21. – 1994. január 17.) dél-koreai politikus, katonai vezető.

## Élete
Japánban és az USA-ban végzett katonai akadémiát. A katonai ranglétrán felfelé haladva 1954–1956 között vezérkari főnök, majd 1956–1964 között a vezérkari főnökök egyesített bizottságának elnöke volt. 1963-ban, illetve 1966–1967 között a külügyminiszteri, s 1964 és 1970 között a miniszterelnöki posztot is betöltötte. 1971-től a Koreai–Japán Együttműködési Tanács elnöke, 1972–1973 között parlamenti elnök, 1973–1978 között pedig a nemzetgyűlés elnöke volt. 1978-tól hazája indiai, majd amerikai nagyköveteként dolgozott.